# 人口集中地區
人口集中地區是日本國勢調查中設定的統計意義上的地區。其英文名稱為“Densely Inhabited District”，簡稱“DID”。其定義為市區町村區域內，人口密度在4000人/km2以上（平成2年/1990年以前為調查區），且與滿足該條件的鄰接的單位區人口之和超過5000人的地區。此外，機場、港口、工业地带、公园等城市傾向強的基本單位區即使人口密度低，也屬於人口集中地區。人口集中地區的指標常用於區分城市和农村，或表示狹義的都市中心地區的規模。

## 定義
以基本單位區（基本単位区）為單位，同時滿足以下兩個條件的單位區即為人口集中地區。其合計人口稱為DID人口，DID人口佔總人口的百分比稱為DID人口比或城市化率、城市人口率。
- 基本單位區人口密度在4000人/km2以上且連續多個（密度基準）[2]
- 與鄰接的基本單位區合計人口在5000人以上（規模基準）

具體而言，如下圖所示，有A、B、C三个地域，其中B和C滿足密度基準。若B地域的總人口為6000人，C地域為4000人，那麼只有滿足規模基準的B地域才能被定義為人口集中地區。
實際上，既會有一個人口集中地區都沒有的市町村，也有存在多個人口集中地區的市町村。

## 問題點
- DID僅僅是是將人口集中的地區挑出來而已，有時其區域與通常認知中的「城市」並不一致。[2]例如土屋（2009）指出，埼玉縣存在這樣的地域。
- 基於DID的城市化率與其他主要發達國家的城市化率的定義相比，被認為過於嚴格。例如用2005年（平成17年）的國勢調查推算日本的話，日本的DID城市化率是66.0%，但是如果将英国的定義應用於日本，城市化率就會高達100%；如果應用加拿大的定義，會達到92.0%。

## 人口集中地區概念的由來
由於「昭和大合并」使市町的區域大幅擴大，市町區域內包含了廣闊的農村區域，「市部=大都市、中都市」，「町=小都市」，「村=農村地區」的公式不再成立。統計上無法區分城市地區和農村地區導致了諸多不便。因此，自昭和35年（1960年）起的人口普查設定了人口集中地區。下表顯示了昭和35年起的市及DID的數量、市部人口比例及DID人口比例（東京都區部視為1市，聯合的人口集中地區視為1個人口集中地區）。
|          | 市數 | DID數 | 總人口（人） | 市部人口 （人） | DID人口（人） | 市部人口比例 | DID人口比例 |
| -------- | ---- | ----- | ------------ | --------------- | ------------- | ------------ | ----------- |
| 昭和35年 | 561  | 891   | 94,301,623   | 59,677,885      | 40,829,991    | 63.3%        | 43.7%       |
| 昭和40年 | 567  | 1002  | 99,209,137   | 67,356,158      | 47,261,455    | 67.9%        | 48.1%       |
| 昭和45年 | 588  | 1156  | 104,665,171  | 75,428,660      | 55,996,885    | 72.1%        | 53.6%       |
| 昭和50年 | 644  | 1257  | 111,939,643  | 84,967,269      | 63,822,648    | 75.9%        | 57.0%       |
| 昭和55年 | 647  | 1320  | 117,060,396  | 89,187,409      | 69,934,854    | 76.2%        | 59.7%       |
| 昭和60年 | 652  | 1368  | 121,048,923  | 92,889,236      | 73,344,121    | 76.7%        | 60.6%       |
| 平成2年  | 656  | 1373  | 123,611,167  | 95,643,521      | 78,152,452    | 77.4%        | 63.2%       |
| 平成7年  | 665  | 1389  | 125,570,246  | 98,009,107      | 81,254,670    | 78.1%        | 64.7%       |
| 平成12年 | 672  | 1359  | 126,925,843  | 99,865,289      | 82,809,682    | 78.7%        | 65.2%       |
| 平成17年 | 751  | 1334  | 127,767,994  | 110,264,324     | 84,331,415    | 86.3%        | 66.0%       |
| 平成22年 | 786  | 1319  | 128,057,352  | 116,156,631     | 86,121,462    | 90.7%        | 67.3%       |

## 外部連結
- 平成22年人口集中地区 （页面存档备份，存于） -